# 방글라데시의 불교
방글라데시의 불교는 이슬람교와 힌두교에 이어 세 번째로 큰 종교다. 방글라데시에는 2011년 기준으로 전체 인구의 약 0.6%인 100만여 명의 불교 신자가 있으며 상좌부 불교가 주류를 이룬다. 불교 신자의 65% 이상은 치타공 구릉지대에 사는 줌머인과 바루아 불교도들이며, 나머지는 불교를 믿는 벵골인들이다.

## 역사
전승에 따르면 석가모니가 가르침을 전파하기 위해 오늘날의 방글라데시 지역을 찾았으며, 일부 지역민이 석가모니의 가르침을 따르고자 승려가 됐다. 그러나 불교는 아소카 재위 이전까지 영향력을 발휘하지 못했다. 팔라 제국 시기에 이르러 불교가 방글라데시 곳곳으로 전파됐고 사찰들이 지어졌다. 팔라 제국 시기에 오늘날의 다카 부근인 비크람푸르에서 승려 아티샤가 태어나 대승불교를 전파했다.
1202년에 튀르크족의 침공으로 많은 절들이 파괴됐으며 불교는 빠르게 쇠퇴했다. 그 뒤로 1980년대까지 거의 모든 불교 신자들은 인도 제국 시기까지 완전히 정복되지 않았던 치타공 주변에 살았다. 19세기에 상좌부 불교를 중심으로 불교 부흥 운동이 일어났다.

### 박해
다음 사건들은 이슬람교 과격파 및 동파키스탄 시절 준군사 조직 라자카르가 불교도와 힌두교도를 대상으로 한 박해들이다.
- 1962년 라지샤히 학살
- 1964년 동파키스탄 폭동
- 1971년 방글라데시 학살
- 치타공 구릉지대 분쟁
- 2012년 라무 갈등

## 같이 보기
- 부파불교
- 라카인족
- 줌머인